# Jiří Pešek
Jiří Pešek (Praga, 4 de junho de 1927 - 20 de maio de 2011) foi um futebolista e treinador checo, que atuava como atacante.

## Carreira
Jiří Pešek fez parte do elenco da Seleção Tchecoslovaca de Futebol que disputou a Copa do Mundo de 1954.

## Ligações Externas
- Perfil em FIFA.com (em inglês)